# Gladiátor

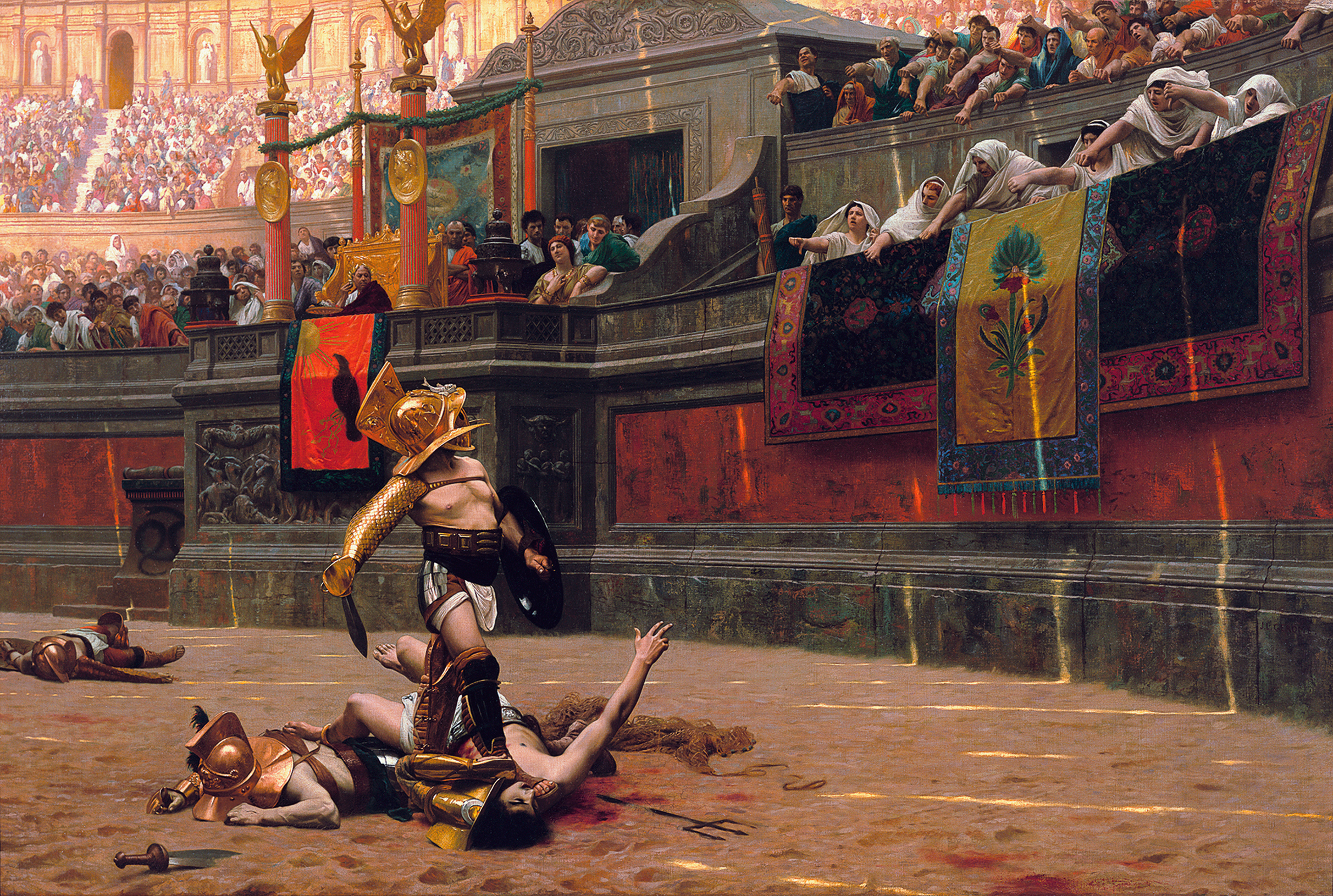
Palce dolů nebo Gladiátoři, Jean-Léon Gérôme, 1872

Gladiátor (latinsky gladiator, „ten, kdo používá meč“, šermíř) byl člověk bojující v zápasech pro pobavení publika. Výraz gladiátor je odvozen od názvu krátkého meče (gladius), s nímž gladiátoři za časů starověkého Říma často bojovali. Gladiátoři byli často otroci, váleční zajatci a odsouzení zločinci, existovali však i gladiátoři-profesionálové.

## Historie zápasů
Za iniciátory gladiátorských zápasů se obecně považují Římané. Až do počátku 20. století se předpokládalo, že tento zvyk přejali od Etrusků, o čemž už dnes existují pochybnosti, jelikož se z dob Etrusků nedochovalo jediné vyobrazení zápasů se zbraněmi muže proti muži. Nejstarší dochované fresky zachycující boj dvou ozbrojených mužů vybavených přilbicemi, štíty a oštěpy, pocházejí ze 4. století př. n. l. z Kampánie, která byla dlouhodobě obydlena Řeky. Jedná se zřejmě o zpodobnění řeckých pohřebních slavností spojených s oběťmi. V Kampánii se pak zřejmě tyto pohřební slavnosti odloučily od řeckého vlivu a byly postupně nahrazeny zápasy mužů bojujících na život a na smrt. Nejranější římské gladiátorské zápasy pak byly součástí pohřebních obřadů, které měly mrtvým usnadnit přechod ze světa živých do říše mrtvých a zároveň ukázat bohatství a moc rodiny, která pohřeb pro svého příbuzného uspořádala. Hlavním smyslem pořádání soubojů však zřejmě byla snaha ilustrovat ctnosti, které Řím učinily velkým a jaké zemřelí za života projevovali, tedy odvahu, sílu a udatnost. Z počátku byly pohřební hry soukromou záležitostí. V dobách republiky aristokracie vynakládala na pohřební obřady stále více peněz, zpřístupnila je veřejnosti a jejich průběh využívala ke zvýšení prestiže a oblíbenosti u lidu. Největšího úspěchu dosáhly samozřejmě právě gladiátorské zápasy, které byly obecnému lidovému vkusu nejbližší. Až do poloviny 1. století př. n. l. se římské hry rozlišovaly na ludi, organizované státem (závody vozatajů a hon na divoká zvířata) a munera, pořádané za soukromé peníze (sem patřily i gladiátorské zápasy). Gladiátorské hry pořádané státem se poprvé konaly v dubnu roku 42 př. n. l.
- 264 př. n. l. – Říman Decimus Jubius Brutus Pera měl na svém pohřbu 6 soubojů.
- 200 př. n. l. – na pohřbu konzula Marca Valeria Laevina se střetlo 50 gladiátorů
- 183 př. n. l. – po smrti kněze Publia Crassa stanulo na bojišti více než 200 gladiátorů
- 174 př. n. l. – Flaminius uspořádal svému otci pohřeb, který trval tři dny a bojovalo na něm celkem 74 gladiátorů
- 42 př. n. l. – gladiátorské hry poprvé pořádané státem

## Císařské hry
V dobách císařství byly gladiátorské hry považovány za významný propagační prostředek a jeden ze symbolů zachování kontinuity císařství. Kult císařů byl s gladiátorskými hrami propojen, jelikož pořádání her v Římě se postupně stalo výsadním právem císaře a císaři se jich osobně zúčastňovali jako pořadatelé a zároveň i v roli diváků. V provinčních městech hry pořádali kněží a bohatí občané. Za prvního císaře Augusta převyšovaly jeho hry všechna předchozí představení počtem gladiátorů, extravagancí, oslnivostí i pestrostí. Augustus zákonem omezil počet gladiátorů na soukromých hrách, čímž dosáhl toho, že jeho hrám už nemohl nikdo konkurovat a on se stal v Římě jediným pořadatelem. Určil také přesné termíny konání zápasů, a to v prosinci a březnu. Za císaře Tiberia došlo k útlumu her, ale za Caliguly nastal znovu jejich rozkvět. Pozitivně se k hrám stavěl i Claudius a především Nero. Za vrchol je pak považováno období vlády císaře z flaviovské dynastie Vespasiana, který započal stavbu prvního amfiteátru, který byl svou velkolepostí skutečně hoden Říma, tedy Amphitheatrum Flavium, později známé jako Colosseum (do té doby se hry většinou odehrávaly na Foru Romanu, v Saepta Julia nebo v dřevěných amfiteátrech). Zajímavostí je také to, že někteří císařové osobně vstoupili do arény a gladiátorských zápasů se sami zúčastnili – třeba Caligula, Titus, Hadrianus, Lucius Verus, Didius Julianus, Commodus. Jejich vystoupení byla zřejmě velmi dobře zinscenována a bezpečnostně zajištěna, jelikož žádný z nich v aréně nedošel k újmě na zdraví.
Proti dalšímu rozšiřování her a gladiátorských zápasů se z císařů stavěli jen Tiberius a Marcus Aurelius. Ostatní císaři je podporovali. Vzhledem k vysokým nákladům na výcvik gladiátorů se ale gladiátorské hry pořádaly méně často, než jiné zábavy. Tak např. v roce 354 bylo ze 176 registrovaných svátků (tedy dnů určených převážně zábavám) vyhrazeno pro divadelní představení 102 dnů, pro závody vozatajů 64 dnů a pro zápasy gladiátorů jen 10 dnů. Počet dnů určených hrám a zábavám se v době císařství neustále zvyšoval – za Augusta to bylo 66 dní v roce, za Marca Aurelia (trochu paradoxně) to bylo 135 dní a ve 4. století přes 175 dní v roce. Za císaře Vitellia se jeho narozeniny slavily ve všech 265 obvodech Říma, za Tita zabraly oslavy otevření Kolosea 100 dní, a při oslavě Traianova vítězství nad Dáky trvaly 123 dní a utkalo se zde na 10 000 gladiátorů.

## Zvířata a hry

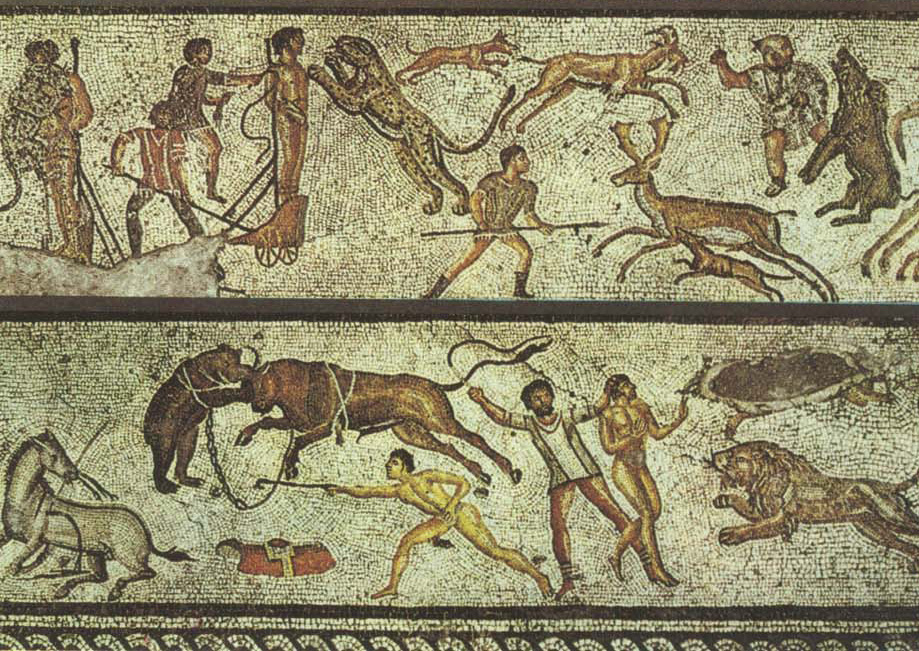
Zápasy divokých zvířat a popravy zločinců a otroků

V císařském období vzrostl při gladiátorských hrách význam zvířat. Za období republiky se zvířata používala v aréně hlavně k popravám odsouzených zločinců a vojenských zběhů. Později byli tímto způsobem popravováni křesťané.
Teprve Pompeius a Caesar začali ve větší míře předvádět zápasy šelem se speciálně vycvičenými gladiátory – venatory. Tato podívaná, která většinou končila smrtí zvířat, se označovala jako venatio „lov, štvanice“. V některých případech byly inscenovány i zápasy zvířat proti sobě, např. lva s tygrem, býka s medvědem, slona s nosorožcem. Zvířata byla před vstupem do arény vyhladověna, rozdrážděna a pokud měla bojovat proti sobě, mohla být navzájem svázána řetězem. Nejoblíbenějšími aktéry her byly kočkovité šelmy, zvláště lvi, levharti a tygři, dále medvědi, krokodýli, býci, divocí kanci, nosorožci a sloni. Zvířat bylo při zápasech spotřebováno ohromné množství. Pompeius poslal do arény 600 lvů, Caesar 400, Augustus 420 tygrů a 600 levhartů, Nero 300 medvědů, za císaře Tita bylo během oslav při příležitosti otevření Kolosea zabito asi 9.000 zvířat. Císař Commodus rád zabíjel divoké šelmy vlastníma rukama, někdy uřezával hlavy pštrosům a nechal bezhlavé ptáky pro zábavu chvíli pobíhat po aréně. Smutný primát drží asi Traianus, který nechal při hrách, jimiž oslavoval své vítězství nad Dáky, usmrtit 11.000 šelem.
Vzácněji byla při hrách předváděna i jiná zvířata jako pštrosi, zebry, hroši, žirafy, různé druhy antilop a jelenů, ale také mufloni, arktičtí zajíci a tuleni! Zabitá zvířata bývala prodávána jako maso nebo o ně diváci soutěžili v jakési loterii.
Od doby císaře Proba byly organizovány štvanice typu „udělej si sám“, kdy byla do arény vypuštěna různá zvířata, např. jeleni, mufloni, pštrosi, antilopy, osli nebo divoká prasata (i březí svině). Diváci byli ozbrojeni noži a oštěpy, na povel byli vpuštěni do arény, kde si každý mohl zabít „své“ zvíře. Rovněž bylo zvykem rozhazovat mezi diváky živou drůbež nebo holuby s přistřiženými křídly. Ptáci však byli přitom často roztrháni, proto bylo později zavedeno losování.
Proti štvanicím a zápasům zvířat příliš nevystupovali antičtí filozofové ani křesťané. Zápasy zvířat zanikly na západě až v polovině 6. století, kdy je zakázal ostrogótský král Itálie Theodorich Veliký. V Byzanci se však pořádaly ještě koncem 7. stol.
Zvláštním druhem zápasů byly býčí zápasy – tauromachie, které se objevily již v 1. stol. př. n. l., ale popularity dosáhly hlavně za císaře Claudia. Původně pocházely z řecké Thessálie a s býkem při nich bojoval jezdec, buďto s oštěpem, nebo beze zbraně. Moderním dědicem těchto představení je španělská a portugalská corrida.

## Významná data
- okolo 100 př. n. l. – pro gladiátorské zápasy se začínají stavět speciální arény
- 105 př. n. l. – konsulové Gaius Marius a Publius Rufus pořádají dlouhé hry pro zamaskování válečných neúspěchů na severní hranici říše
- 73–71 př. n. l. – Spartakovo povstání, přes počáteční neúspěchy římské armády, potlačeno a velitelé povstání ukřižováni při silnici Via Appia (mezi Římem a Capuou)
- asi 80 n. l. – otevřena největší gladiátorská aréna všech dob – Koloseum pro 50 000 diváků; jmenovalo se podle nedaleké kolosální sochy císaře Nerona

- císař Konstantin (306 -337) gladiátorské hry, konané v římském impériu nejméně od roku 264 před naším letopočtem, v roce 325 našeho letopočtu dočasně zakázal pod vlivem křesťanství. Konstantin zakázal rovněž popravu rozsápáním šelmami. Po smrti Konstantina byly gladiátorské zápasy obnoveny.

Konec gladiátorských zápasů s sebou přinesl až zákaz z roku 404 po incidentu, kdy řecký mnich Telemachus vnikl do arény ve snaze zabránit boji, rozvášněný dav jej ale zabil. To rozlítilo císaře Honoria a zápasy gladiátorů natrvalo zakázal. Souboje se šelmami však zakázány nebyly a konaly se až do poloviny 6. století.

## Jak se člověk mohl stát gladiátorem
Za raných dob římského gladiatorství byla většina gladiátorů otrockého stavu. Mezi otroky, kteří byli přinuceni k povolání gladiátora, se nacházeli mnozí váleční otroci, kteří podle zvyklosti tehdejší doby ztráceli veškerá lidská práva a byli degradováni na zboží. Jejich výcvik byl proto méně nákladný. Třetí významnou skupinou byli trestanci. Byli to většinou těžcí zločinci a takzvaní pachatelé činů proti státu, kteří byli římskými soudy odsouzeni do gladiátorské školy nebo rovnou do arény. Později, když potřeba gladiátorů nebývale vzrostla, museli do arény i menší lotři, např. podvodníci.
Vedle otroků, válečných zajatců a zločinců nabyla v rané době císařské na významu ještě čtvrtá skupina gladiátorů: auctorati. Tak nazývali Římané státní občany, kteří se dobrovolně zavázali k boji v aréně. Nejpozději do konce 1. století představovali hlavní masu gladiátorů z povolání. Mnozí auctorati byli zkrachovanými existencemi z nejnižších lidových vrstev. Lákalo je státní odbytné, jež dostávali ti, kteří přestáli svou gladiátorskou služební dobu. Jako auctoraté se však nenechávali naverbovat jen chudí lidé, i synové z bohatých rodin vstupovali někdy mezi gladiátory. Do arény je především táhla touha po dobrodružství a dráždivá hra se smrtí. Na rozdíl od otroků, válečných zajatců a zločinců směli auctoraté bydlet mimo gladiátorské školy. Museli sice pravidelně chodit do služby, jinak se však mohli pohybovat volně. Mnozí z nich měli dokonce děti a manželky.

## Druhy gladiátorů

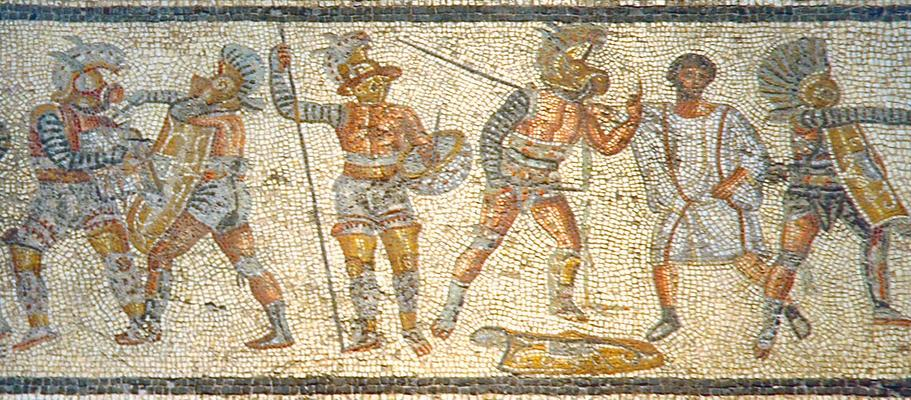
Gladiátoři na mozaice v římském městě Leptis Magna v dnešní Libyi

Ve 3. a 2. století př. n. l. byli gladiátoři vyzbrojeni jen kopím a oštěpem a chránili se velkým kulatým štítem a bronzovou přilbicí. V průběhu 1. století př. n. l. se množství zbraní, štítů a přilbic rozšířilo. Jednotlivé typy gladiátorů pak byly nazývány podle druhu zbraní, které bojovníci používali – např. galové, thrákové, samnité, jelikož Římané zbraně pojmenovali podle národů., které proti Římu bojovaly. Většina gladiátorů se specializovala na jednu zbraň. Bylo také přesně určeno, která zbraň má bojovat proti jiné zbrani (např. murmillus bojoval téměř výhradně s thrákem, atd.).
V období římské republiky se běžně vyskytovalo pět typů gladiátorů.
- Samnita – nosil bohatě zdobenou zbroj skládající se z otevřené helmy s klapkami na tvářích a péřovým chocholem; trup chránily náprsní destičky; dalšími součástmi zbroje byly kovové rukavice, jedna nebo dvě holenice a velký oválný štít. Zbraní byl samnitovi meč nebo kopí.
- Thrák – nosil jednoduchou otevřenou přilbu s lícními klapkami, malý čtyřhranný štít, dvě holenice a srpovitě zahnutou dýku či krátký meč.
- Gal – nosil otevřenou přílbu s lícními klapkami a týlním štítem, větší ovální štít a poměrně dlouhý meč, od pasu nahoru byl nahý.
- Provocator – je o něm známo poměrně málo, nosil přílbu s hledím, chránič pravé ruky a náprsní pancíř, bojoval mečem.
- Retiarius – nosil jen pancíř na levé paži s pevným štítem na rameni zvaným galea. Bojoval vrhací sítí, trojzubcem a dýkou.

V císařském období některé typy gladiátorů zanikly nebo byly nahrazeny jinými, z původní pětice se v arénách nadále objevoval thrák a retiarius.
- Eques – jízdní gladiátor; byl oděný v tunice, nosil otevřenou přílbu a malý, kulatý štít, bojoval kopím, případně krátkým mečem.
- Hoplomachos – v 1. století nahradil samnitu, měl skvělou helmu s hledím, holenice, malý kulatý štít a kopí, případně i krátký meč.
- Murmillus – nahradil gala, byl vyzbrojen velkým obdélníkovým štítem, holenicí na pravé noze a delším mečem. Přilbu měl pravděpodobně otevřenou, místo chocholu ozdobenou rybou,
- Secutor – nahradil provocatora, na rozdíl od něj však neměl prsní pancíř. Bojoval výhradně s retiariem; disponoval hladkou helmou s hledím, aby neposkytoval snadný terč na zachycení sítě. Byl vyzbrojen oválným nebo obdélníkovým štítem a krátkým mečem.

Další typy gladiátorů se vyskytovaly jen zřídka, o některých z nich není znám přesný vzhled
- Andabates – gladiátor, bojující v přílbě bez otvoru pro oči. Andabatové bojovali vždy proti sobě navzájem. Doklady o nich pocházejí z 1. století př. n. l., Cicero jejich vystoupení pokládal za nevkusné.
- Arbelas – gladiátor vybavený šupinovou zbrojí a zbraní podobnou ševcovskému noži (knejpu), neměl přílbu. Doložen pouze jednou ve 2. století v Malé Asii.
- Crupellarius – těžkooděný gladiátor chráněný destičkovým pancířem a přílbou kryjící celou hlavu, doložen v Galii za vlády císaře Tiberia.
- Dimachaerus – gladiátor, vyzbrojený dvěma dýkami nebo krátkými meči, nosil holenice a vypolštářovanou kazajku; neměl přílbu ani štít.
- Essedarius – vzácně se vyskytující gladiátor bojující na voze, který řídil vozataj; bojoval vrhacím oštěpem, mečem, mohl mít i luk.
- Laquerius – gladiátor podobný retiariovi, strhával však nepřítele lasem, užíval i dýku. Někdy vystupovali dva laqueriové proti sobě.
- Paegniarius – gladiátor vyzbrojený bičem a obuškem či železným hákem, nosil vypolštářovanou kazajku a malý štít, neměl přílbu. Většinou bojovali dva paegniariové proti sobě a souboje nekončily smrtí. Jejich vystoupení bývalo předehrou před souboji jiných gladiátorů.
- Sagittarius – lučištník, z bezpečnostních důvodů se vyskytoval jen zřídka. Martialis popsal souboj obrněných sagittariů, kteří se snažili jeden druhého zasáhnout do nohou.
- Scissor – pravděpodobně byl vyzbrojen dvěma dýkami, které se podobaly otevřeným nůžkám, pravou paži měl obrněnou, možná totožný s dimachaerem.
- Velit neboli veles – gladiátor, vyzbrojený vrhacími oštěpy a lehkým štítem, neměl zbroj ani přílbu.

## Gladiátorská škola
Většina gladiátorských škol byla v rukou soukromých majitelů, kteří školu vedli a zároveň gladiátory kupovali, prodávali a pronajímali. Výjimkou byly čtyři římské školy, které nevedli soukromí majitelé, ale císařští úředníci (nejvýznamnější z těchto římských škol byla ludus magnus). Ten, kdo přišel do gladiátorské školy (ať už k tomu byl odsouzený nebo vstoupil dobrovolně), stal se členem familia gladiatoria a tím se škole plně podřídil. Stal se majetkem lanisty, majitele školy a od té chvíle musel ve škole žít. Majitel školy určoval, kdo bude trénovat s jakou zbraní a pak jednotlivé nováčky přidělil speciálním trenérům (doctores – většinou vysloužilí gladiátoři vyššího věku), kteří své učně od té chvíle denně cvičili. Mezi gladiátory ve škole panovala rivalita, která se projevovala v ustálené hierarchii. Kdo přežil první zápas, směl si říkat veteranus. Nejlepší bojovníci dostali titul primus palus, druzí secundus palus, atd. Majitel školy se o své gladiátory staral, jelikož pro něj byli zdrojem příjmů – snažil se zajistit jim vydatnou stravu a kvalitní zdravotní péči.

## Společenské postavení
Římští občané stavěli gladiátory na nejnižší příčky společenského žebříčku, ale paradoxně jim zároveň projevovali respekt za jejich odvahu v aréně. Postoj vůči gladiátorům byl dvojznačný, jednalo se o směs pohrdání a obdivu. Gladiátoři byli většinou otroky a zločinci odsouzenými k smrti, ale také nositeli římských ctností – odvahy a síly. Díky svým vytrénovaným tělům byli považováni za vzory mužnosti a svůdce žen a mnozí z nich si pro boj v aréně záměrně zvolili erotizující jména, např. Eros nebo Narcissus. V Pompejích se také dochovalo několik nápisů na zdech, které svým nedosažitelným hrdinům arény napsaly zamilované dívky a ženy.

## Program her
Od roku 42 př. n. l. se staly gladiátorské zápasy součástí veřejných her. Tyto veřejné hry trvaly vždy několik dní a měly přesný denní program:
- Dopoledne – napřed zápasy divokých zvířat (např. medvěd s býkem nebo nosorožec proti buvolovi, atd.), pak představení s cvičenými zvířaty, hned po něm následoval lov zvířat (venatio) a na závěr souboj člověka se zvířetem (bojovník se zvířetem se označoval slovem venator). Od 3. století se často vypouštěla do arény neškodná zvířata, jako jeleni, mufloni, antilopy, zebry či pštrosi, které mohli lovit i diváci a ponechat si jako kořist jejich maso.
- V poledne – popravy zločinců a uprchlých otroků, někdy pro odlehčení proložené atletickými závody nebo komickými čísly. Pro odsouzené občany Říma byla určena rychlá smrt mečem, pro cizince a otroky ukřižování, upálení nebo rozsápání divokými zvířaty. Pro zpestření se poprava občas inscenovala jako hra, která znázorňovala známý mýtus končící smrtí hlavního hrdiny. Odsouzenec k smrti se stal v této hře nedobrovolným hercem.
- Odpoledne – vrchol celého dne, gladiátorské zápasy.

Jednotlivé části her měly svůj symbolický význam. Dopolední program se zvířaty zosobňoval převahu civilizovaného římského světa nad necivilizovanou a divokou přírodou, polední popravy a odpolední gladiátorské zápasy zase posílily autoritu těch, kteří vládli a ukázaly jejich neomezenou moc nad životem a smrtí. Při gladiátorských zápasech docházelo navíc k jedné mimořádné situaci, kdy se vládce, tedy císař, obracel k divákům a umožnil také jim na malou chvíli rozhodovat o životě a smrti. Stalo se tak ve chvíli, kdy byl jeden z gladiátorů poražen, ale zůstal na živu. O jeho dalším osudu pak rozhodlo publikum.

## Smrt gladiátorů

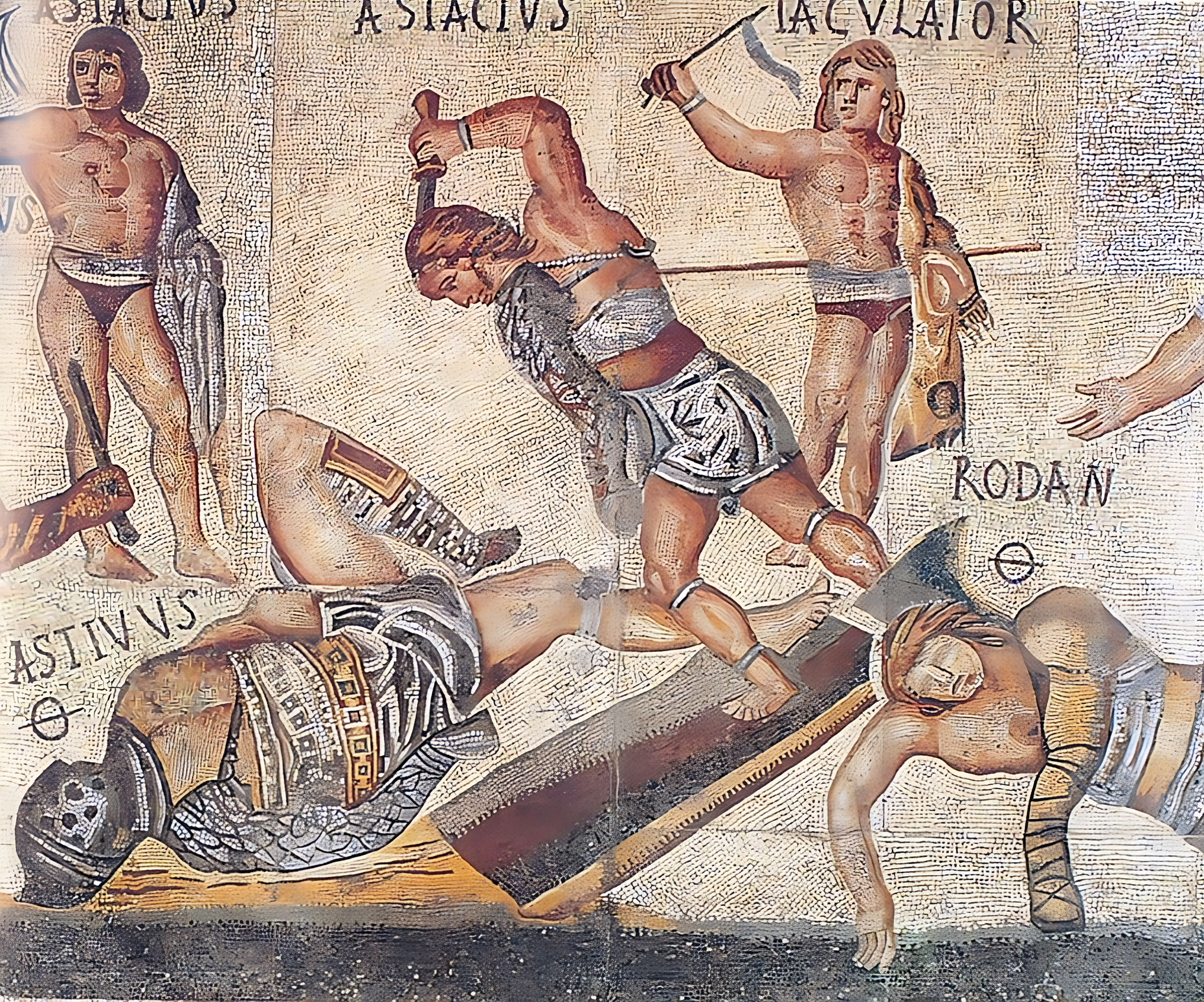
Mozaika s portréty a jmény gladiátorů ze 4. století n. l.

Souboj mohl pro gladiátora skončit pěti různými způsoby:
- gladiátor zápas vyhrál a přežil,
- gladiátor byl zabit,
- gladiátor byl poražen a přežil, ale byl následně davem a pořadatelem odsouzen k smrti,
- gladiátor prohrál a dostal milost,
- souboj dopadl nerozhodně.

Francouzský historik Georges Ville došel na základě zkoumání třiceti dvou zápasů z 1. století n. l. k závěru, že bojovník vstupující do arény měl 10% šanci, že zemře v boji. Ze sta gladiátorů tedy zemřelo při zápase vždy zhruba deset z nich. Kolik dalších ale prohrálo a bylo následně odsouzeno k smrti, nelze zjistit. Pravděpodobnost přežití postupem času klesala, hry byly stále nemilosrdnější a ve 3. století n. l. se průměrná šance na úmrtí v boji zvýšila na 25 %. V samém závěru historie zápasů, v 5. století, už to bylo dokonce 50 %. Většina gladiátorů umírala mezi dvacátým a třicátým rokem věku, kdy měli za sebou něco mezi pěti až čtyřiatřiceti zápasy. Existovaly samozřejmě i výjimky. Někteří gladiátoři zemřeli už při svém prvním souboji a jiní zase naopak bojovali ještě dlouho po čtyřicátém roku svého života. Jen málokterý z gladiátorů se dožil toho, že se buď vykoupil nebo byl propuštěn a mohl pak žít jako svobodný občan.
Dnešní obecná představa je, že gladiátoři bojovali vždy až do úplné smrti. To ale platilo pouze v samých počátcích zápasů, kdy proti sobě bojovali jen zločinci. V pozdějších dobách, kdy boj probíhal ve specializovaných arénách, tomu tak už nebylo. Vycvičit špičkového gladiátora totiž bylo nesmírně nákladné a lidé si jednotlivé gladiátory oblíbili, dokonce na ně sázeli. Proto na život a na smrt bojovali pouze váleční zajatci a zločinci (zvaní noxii), zatímco špičkoví gladiátoři bojovali buď mezi sebou jen „na oko“, nebo proti noxiům.

## Ženy gladiátorky
S přibývající pestrostí her v průběhu času vystupovaly v arénách stále častěji i gladiátorky. Římané nazývali tyto ozbrojené ženy podle bojovného ženského kmene řecké mytologie Amazonkami. Gladiátorky se mohly směle srovnávat se svými mužskými kolegy v povolání, pokud jde o odvahu, šikovnost a vytrvalost. Zápasy Amazonek sice nebyly v římských arénách pravidlem, nepředstavovaly však žádnou raritu. Víme to na základě dobových zobrazení, především ale z dochovaných protestů a posměšků rozhněvaných mužů, kteří se nemohli smířit s těmito, pro ně pohoršlivými, představeními. Teprve v roce 200 zakázal císař Septimius Severus jednou provždy vystupování žen v aréně. Během jeho vlády se boje Amazonek rozšířily do té míry, že dokonce ani tento hrubý vojenský císař tomu už nemohl déle přihlížet.

## Naumachia
Za nejvýpravnější gladiátorská představení můžeme jednoznačně považovat rekonstrukce námořních bitev, tzv. naumachie, které dokládaly víru impéria v neotřesitelnost vlastního mocenského postavení a nevyčerpatelnost přírodního bohatství. Slovo naumachia odkazovalo jednak k povaze této podívané, jednak k prostředí, v němž se odehrávala, zpravidla šlo o upravenou arénu nebo za tím účelem zbudovanou obrovskou nádrž. Naumachie představovaly divácky mimořádně vděčný, avšak organizačně i finančně nejnáročnější druh her, jaké bylo možno ve Starověkém Římě spatřit. Umělé jezero muselo být dostatečně hluboké, aby se na hladině mohla odehrát inscenovaná bitva válečných lodí, a k jeho naplnění a vypuštění sloužil složitý nákladný systém nádrží a kanálů. V naumachiích byli hlavními aktéry bitvy zločinci přinucení k boji na nejisté, vzdouvající se hladině miniaturního moře. Většinou šlo o menší skupiny bojovníků, výjimečně proti sobě stály šiky čítající tisíce mužů.

## Pozdrav gladiátorů
„Ave caesar, morituri te salutant“ – „Zdráv buď Caesare, jdoucí na smrt Tě zdraví“. To je tradičně považováno za větu, kterou gladiátoři zdravili císaře. Doloženo je to jen v jednom případě, kdy se nejednalo o pravé gladiátory. Bojovat mezi sebou měla skupina zločinců pro pobavení císaře Claudia, a na tento pozdrav jim císař odpověděl „nebo ne“. To si oni vyložili jako udělení milosti a nechtěli bojovat. Claudius svým strážím přikázal, aby zločince upálili a ti se tak raději pustili do boje. Souboj se císaři natolik zalíbil, že nakonec posledním přeživším daroval svobodu.